# Luise von Göchhausen
Luise Ernestine Christiane Juliane von Göchhausen (13. února 1752 – 7. září 1807) byla vrchní dvorní dámou vévodkyně Anny Amálie Sasko-Výmarsko-Eisenašské. Byla známá svým důvtipem a stala se blízkou přítelkyní Johanna Wolfganga von Goethe.

## Životopis
Luise von Göchhausen, narozená v Eisenachu jako dcera sasko-výmarského úředníka, byla malá a hrbatá; považovala proto za štěstí, že byla ubytována jako dvorní dáma, původně u markraběnky Karolíny Luisy Bádenské, od roku 1783 u výmarského dvora, kde spolu s Annou Amálií bydlely v Tiefurtově domě.
Luise, oceňovaná vévodkyní pro svou inteligenci a moudrost, si také vytvořila dobrý vztah s Goethem, kterého dvoru představil syn Anny Amálie, mladý vévoda Karl August. Připravila četné přepisy a úryvky Goethových děl, mezi nimi i několik scén z Fausta, které básník napsal v letech 1772 až 1775. Rukopis této nejstarší formy díla, známého jako Urfaust, je ztracen, ale jeho kopie byla objevena v Luisině pozůstalosti a v roce 1887 ji vydal Erich Schmidt.
Luise doprovázela vévodkyni na její cestě do Říma a Neapole; odešla s ní také do exilu, když Napoleonova vojska po bitvě u Jeny–Auerstedtu v roce 1806 obsadila Výmar. Anna Amálie zemřela v následujícím roce a Luise ji přežila jen o pět měsíců. Její ostatky byly objeveny ve Weimar Fürstengruftu v roce 2008.